# Monica Stevens
Monica Stevens, född 14 januari 1967, är en antiguansk och barbudansk friidrottare. Hon deltog vid olympiska sommarspelen 1984.